# Villa Nueva (Mendoza)
Villa Nueva é uma cidade da Argentina, localizada na província de Mendoza.
A vila começou a adquirir importância estratégica em 31 de maio de 1896, quando foi proclamada como sede de departamento, 13 anos depois seria construída a municipalidade.

## População
Com 150.104 habitantes (INDEC, 2001), forma parte del componente Guaymallén da área metropolitana da Gran Mendoza.